# 11515 Oshijyo
11515 Oshijyo eller 1991 CR1 är en asteroid i huvudbältet som upptäcktes den 12 februari 1991 av de båda japanska astronomerna Masaru Arai och Hiroshi Mori vid Yorii-observatoriet i Japan. Den är uppkallad efter Oshijyo.
Asteroiden har en diameter på ungefär 10 kilometer.